# Stefano Grazioli
Stefano Grazioli (Sondrio, 20 marzo 1969) è un giornalista italiano.

## Biografia
Dopo la maturità classica al liceo Giuseppe Piazzi di Sondrio, ha studiato a Berlino e Milano, dove si è laureato in Scienze Politiche all'Università Cattolica di Milano.
È giornalista professionista dal 1998. Dal 1993 al 1997 ha lavorato in Germania per media italiani e tedeschi (Gruppo Monti, Deutsche Welle). Poi si è trasferito in Austria, dove nel 1999 ha conseguito il Master in European Journalism alla Donau Universität. A Vienna ha diretto la redazione online del quotidiano Kurier fino al 2002.
Si occupa di politica estera (e in particolare dell'ex Urss) come autore freelance per testate straniere e italiane (Limes, East, Il Riformista, Lettera43, Linkiesta). Dal 2010 scrive di Ucraina per l'agenzia stampa TM News e per Limes sulla rubrica "Tra Nero e Caspio". Alcuni suoi articoli sull'ex repubblica sovietica sono stati pubblicati anche da La Stampa.
Collabora con il Zentrum für Journalismus und Kommunikationsmanagement dell'Università di Krems (Austria).

## Opere
- La galassia neonazista in Germania e Austria, Datanews, 2001
- Vladimir Putin - La Russia e il nuovo ordine Mondiale, Datanews, 2002
- Nel nome della Gente - Populisti, estremisti e leader carismatici nell'Europa d'oggi, Boroli, 2004
- GazpromNation - Il sistema Putin e il nuovo Grande gioco in Asia centrale, Lulu, 2009 (autopubblicazione)
- Gazprom - Il nuovo impero, Lantana, 2011 ISBN 9788897012054